# کوریدوراس خالدار
کوریدوراس خالدار (نام علمی: Corydoras ambiacus)، کوریدوراس پوزه‌دراز یک ماهی آب شیرین مناطق گرمسیری است که متعلق به زیر خانواده کوریدوراس‌ها از خانواده گربه‌ماهیان زره‌دار است. خاستگاه آن آبهای داخلی آمریکای جنوبی در حوضه بالایی رودخانه آمازون در برزیل، کلمبیا و پرو می‌باشد.
طول ماهی به ۴٫۹ سانتیمتر می‌رسد. در آب و هوای گرمسیری در آبی با پی‌اچ بین ۶٫۰ تا ۸٫۰، سختی آب ۲ تا ۲۵ و محدوده دمایی بین ۲۱ تا ۲۴ درجه سانتیگراد زندگی می‌کند. از کرم‌ها، سخت‌پوستان کف بستر، حشرات و مواد گیاهی تغذیه می‌کند.
کوریدوراس خالدار در صنعت تجارت آکواریوم دارای اهمیت تجاری می‌باشد.